# Vicky Vilagos
Victoria „Vicky“ Vilagos, nach Heirat Vicky Staton, (* 17. April 1963 in Brampton, Ontario) ist eine ehemalige kanadische Synchronschwimmerin. Sie gewann eine olympische Silbermedaille und eine Goldmedaille bei Weltmeisterschaften.

## Karriere
Vicky Vilagos und ihre Zwillingsschwester Penny Vilagos begannen im Alter von acht Jahren mit dem Synchronschwimmen. Vier Jahre später schlossen sie sich dem Verein CAMO Natation in Montreal an. 1977 gewannen sie ihren ersten kanadischen Junioren-Meistertitel im Duett. Im Einzel siegte Penny und im Figurenschwimmen Vicky. 1978 gewannen die beiden erneut im Duett, Vicky siegte im Einzel und Penny bei den Figuren. 1980 gewannen sie ihren ersten kanadischen Meistertitel in der Erwachsenenklasse im Duett, Vicky wurde im Einzel Zweite und Penny Dritte. Bei den Swiss Open 1980 waren die Schwestern die ersten Synchronschwimmerinnen, die im Duett eine Bewertung von 10,0 erhielten. 1981 konnten die Schwestern ihren Meistertitel im Duett wiederholen, 1982 wurden sie Zweite hinter Sharon Hambrook und Kelly Kryczka. Bei den Schwimmweltmeisterschaften 1982 in Guayaquil starteten sie dann auch nur in der kanadischen Mannschaft, die den Titel vor dem Team aus den Vereinigten Staaten gewann. 1983 konnten sie den kanadischen Meistertitel im Duett gewinnen. Bei den Panamerikanischen Spielen 1983 in Caracas erhielten die Vilagos-Schwestern die Silbermedaille hinter Tracie Ruiz und Candy Costie aus den Vereinigten Staaten. Im Gruppenwettbewerb gewannen die Kanadierinnen vor dem US-Team. 1984 konnten sich die Schwestern nicht für die Olympischen Spiele in Los Angeles qualifizieren und beendeten einstweilen ihre Karriere.
1990 begannen die Schwestern wieder mit dem Training. 1992 gelang ihnen doch noch die Qualifikation für die Olympischen Spiele in Barcelona. Im Einzelwettbewerb schieden die beiden nach dem Figurenschwimmen aus und Sylvie Fréchette vertrat Kanada im Finale. Im Duett siegten die Zwillingsschwestern Sarah Josephson und Karen Josephson aus den Vereinigten Staaten mit 2,5 Punkten Vorsprung vor den kanadischen Zwillingsschwestern. Danach traten die Vilagos-Schwestern endgültig zurück.
Vicky Vilagos graduierte 1986 an der McGill University. Nach dem Ende ihrer Karriere arbeitete sie als Vortragsrednerin.
Die Vilagos-Schwestern wurden 2002 in die Canadian Olympic Hall of Fame aufgenommen. Seit 2014 sind die beiden in der International Swimming Hall of Fame (ISHOF).